# Civic Center (Los Angeles)
Il Civic Center è un quartiere del distretto di Downtown di Los Angeles. È il nucleo amministrativo della città di Los Angeles ed ospita gli uffici governativi della città, quelli statali e federali e gli edifici ed i palazzi di giustizia.
Il quartiere si trova nella parte nord della Downtown al confine con i quartieri di Bunker Hill, Little Tokyo, Chinatown e dell'Historic Core della vecchia Downtown.
A seconda delle varie definizioni utilizzate per identificare i distretti, sia il Civic Center che il quartiere di Bunker Hill racchiudono il Los Angeles Music Center e l'adiacente Walt Disney Concert Hall. Alcune mappe ad esempio pongono il Dorothy Chandler Pavilion nel Civic Center ed invece il Walt Disney Concert Hall a Bunker Hill.
Il Civic Center ha la particolarità di detenere la più alta concentrazione di dipendenti pubblici negli Stati Uniti al di fuori di Washington.

## Trasporti
Il Civic Center è servito da numerosi autobus della Los Angeles County Metropolitan Transportation Authority la maggior parte dei quali corre a fianco della Union Station. Le freeways 101 e 110 e le due linee (Red Line e Purple Line) che fanno capo alla stazione della metropolitana (chiamata Civic Center Metro Station) sono nelle vicinanze.

## Luoghi di interesse
- Houdon Statue of George Washington
- Cathedral of Our Lady of the Angels
- Dorothy Chandler Pavilion
- Grand Park
- Municipio di Los Angeles
- Los Angeles Music Center
- Triforium
- Union Station
- Walt Disney Concert Hall

## Edifici Governativi e Amministrativi
- Municipio di Los Angeles
- Kenneth Hahn Hall of Administration
- Los Angeles County Superior Court
- Los Angeles County Hall of Records
- Law Library
- Courthouses: Federal, State, County
- Parker Center
- Caltrans District 7 Headquarters
- Alameda St. Detention Facility